# Habbuba Kabira
Habbuba Kabira – wieś w Syrii, w muhafazie Aleppo. W 2004 roku liczyła 682 mieszkańców.